# Verner E. Suomi
Verner Edward Suomi (* 6. Dezember 1915 in Eveleth; † 30. Juli 1995 in Madison (Wisconsin)) war ein US-amerikanischer Meteorologe, bekannt als Pionier der Satelliten-Meteorologie.
Suomi, der Sohn von Einwanderern aus Finnland, wurde 1953 an der University of Chicago promoviert (für die Dissertation maß er die Wärme-Strahlungsbilanz eines Kornfeldes). Er war ab 1948 in der Abteilung Meteorologie der University of Wisconsin-Madison und gründete dort mit Robert Parent 1965 das Space Science and Engineering Center (SSEC). 1986 wurde er emeritiert. 1964 war er Chief Scientist im US Weather Bureau.
Sein mit Robert Parent entwickeltes Radiometer auf Explorer 7 lieferte die ersten Bilder des Strahlungshaushalts der Erde und zeigte den Einfluss von Wolkenbedeckung auf diesen. Er entwickelte ein Spin Scan Radiometer, das 1966 auf dem ersten geostationären Wettersatelliten ATS-1 (von Hughes Aircraft) installiert wurde. 1967 folgte ATS-3 mit einer von Suomi und Kollegen entwickelten Spin Scan Camera, die erste Farbbilder der gesamten Erde lieferte. Sie ermöglichte Wetterbeobachtungen aus dem Weltraum, deren Bilder auch für Fernseh-Wettervorhersagen verwendet wurden und zum Verständnis der globalen Zirkulation in der Atmosphäre beitrugen. Die Kamera wurde mehrere Jahrzehnte verwendet. Um auf die großen Datenmengen der Satelliten zugreifen zu können, entwickelte er mit seinem Institut in den 1970er Jahren das McIDAS (Man computer Interactive Data Access System).
1970 wurde er Mitglied der Deutschen Akademie der Naturforscher Leopoldina. 1976 erhielt er die National Medal of Science und 1984 die Benjamin Franklin Medal (Franklin Institute). 1980 erhielt er den Charles Franklin Brooks Award der American Meteorological Society und einen Lifetime Achievement Award der International Meteorological Organization. 1968 erhielt er die Carl-Gustaf Rossby Research Medal. Er war Mitglied der American Philosophical Society (seit 1976), der American Academy of Arts and Sciences (seit 1977) und der National Academy of Engineering.
Der Satellit Suomi NPP ist ihm zu Ehren benannt. Die American Meteorological Society verleiht die Verner E. Suomi Technology Medal.